# Estádio Rubro-Negro
O extinto Flamengo de Varginha mandava seus jogos no antigo Estádio Rubro-Negro, localizado na famosa Rua Paraná, hoje reformado por seus proprietários. O estádio, inaugurado em 10 de junho de 1951 está localizado no bairro Vila Flamengo, nome este graças ao estádio.
Atual Centro de Treinamento do BOA Esporte.
Seus portões ficam sempre abertos e a qualquer hora pode ser visitado por turistas interessados na história do futebol mineiro. O estádio possui capacidade para 2.000
pessoas